# Gwiazdy zmienne typu RR Lyrae
Gwiazdy typu RR Lyrae – typ pulsujących gwiazd zmiennych, będących olbrzymami o typie widmowym od A do F, o okresach pulsacji od 0,2 do 1,2 dnia i amplitudach zmian blasku od 0,2 do 1,5 wielkości gwiazdowych. Gwiazdy typu RR Lyrae należą do II populacji, występują w gromadach kulistych i w halo galaktycznym. Ich wiek wynosi ponad dziesięć miliardów lat.
Wyróżnia się kilka rodzajów gwiazd typu RR Lyrae: RRab – gwiazdy pulsujące w podstawowym modzie radialnym, RRc – gwiazdy pulsujące w pierwszym modzie wzbudzonym (owertonie), RRd – gwiazdy dwumodalne, pulsujące jednocześnie w modach radialnych podstawowym i pierwszym wzbudzonym. Od niedawna klasyfikuje się gwiazdy RR Lyrae z najkrótszymi okresami jako typ RRe - gwiazdy pulsujące w drugim modzie wzbudzonym, choć nie jest jasne, czy takie obiekty rzeczywiście występują.
Średnia jasność absolutna gwiazd typu RR Lyrae jest w przybliżeniu stała i wynosi około 0,6 wielkości gwiazdowych. Własność ta jest powszechnie wykorzystywana do określania odległości do gromad gwiazd i galaktyk, w których obserwuje się gwiazdy tego typu. Wciąż nierozstrzygnięty jest problem zależności jasności absolutnej od zawartości pierwiastków ciężkich (tzw. metaliczności).
Często obserwowaną osobliwością gwiazd typu RR Lyrae jest efekt Błażki polegający na rozmyciu krzywej zmian blasku, w której są wciąż widoczne periodyczne zmiany amplitudy. Został odkryty w 1907 przez rosyjskiego astronoma Siergieja Błażko. Efekt ten bywa interpretowany jako skutek istnienia nieradialnych modów pulsacji. Nie wiadomo jednak jak deformacja gwiazdy podczas takich pulsacji mogłaby tak bardzo zmieniać obserwowaną jasność.